# David Patty
David Craig Patty, známý též jako Dave Patty, (* 16. září 1961, Subic Bay) je americký evangelikální misionář a pastor.

## Životopis
V roce 1993 založil organizaci Josiah Venture, s kterou v témže roce začal působit v České republice. V roce 1997 byl spoluzakladatelem Křesťanské akademie mladých (KAM), paracírkevní organizace, která na učednickém principu vychovává mladé křesťany. Činnost ve vedení KAM ukončil v roce 2007, kdy se začal plně věnovat službě v organizaci Josiah Venture jako její prezident.
David Patty je ženatý; s manželkou Connie Catherine Patty mají tři dospělé děti – Tylera, Caleba a Claire.